# 贵州拟䱗
贵州拟䱗（学名：Pseudohemiculter kweichowensis）为輻鰭魚綱鲤形目鯝科拟䱗属的鱼类，是中国的特有物种。分布于贵州乌江等地。體長可達11公分，棲息在底層水域。
其种加词“kweichowensis”意为“贵州的”。